# Oude toren (Steensel)

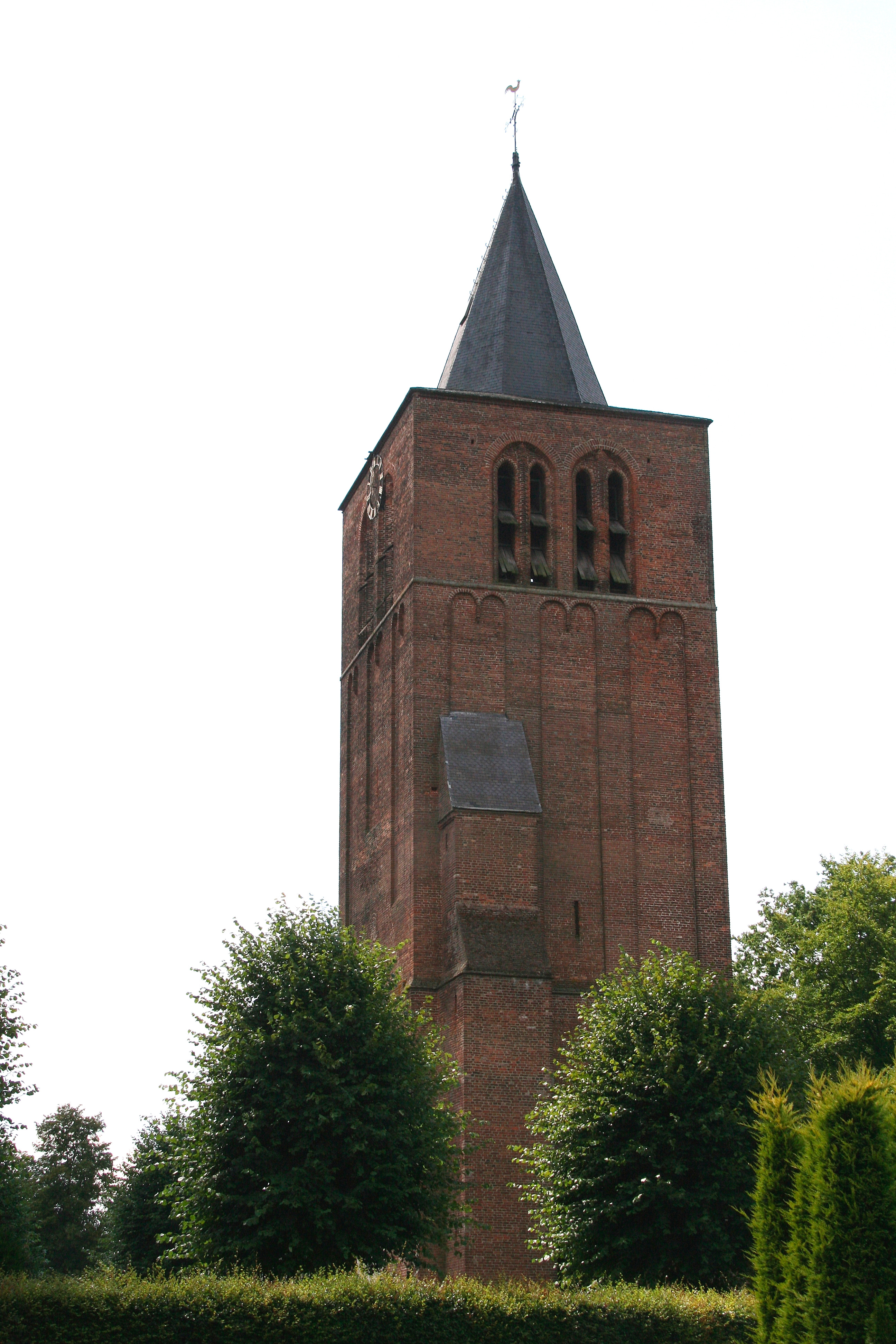
Oude toren

De Oude toren is de toren van een voormalig kerkgebouw in de tot de Noord-Brabantse gemeente Eersel behorende plaats Steensel, gelegen aan de Kerkdreef 9.

## Geschiedenis
In Steensel bestond een kerkgebouw, gewijd aan Sint-Lucia. De toren stamt uit de late 14e eeuw en het koor was 15e-eeuws. In 1821 werd een nieuw schip gebouwd.
In 1933 werden zowel het koor als het schip gesloopt, nadat een nieuwe kerk in gebruik werd genomen. De toren bleef echter gespaard. Deze bevindt zich vlak bij de huidige kerk, op de begraafplaats.

## Gebouw
De toren heeft drie geledingen, in de tweede geleding zijn spaarvelden met boogfriezen aangebracht. In een steunbeer is de trap verwerkt. De toren is 38,4 meter hoog en bevat de Sint-Luciaklok uit 1495.